# Rokytov
Rokytov (allemand : Rakitau bei Bartfeld ,hongrois : Rokitó) est un village de Slovaquie situé dans la région de Prešov.

## Histoire
Première mention écrite du village en 1414.

## Démographie

### Évolution de la population
| Année:               | 1994. | 2004.   | 2014.   | 2024.   |
| -------------------- | ----- | ------- | ------- | ------- |
| Nombre de personnes: | 501   | 533     | 556     | 567     |
| Différence:          |       | +6,38 % | +4,31 % | +1,97 % |

| Année:               | 2023. | 2024.   |
| -------------------- | ----- | ------- |
| Nombre de personnes: | 568   | 567     |
| Différence:          |       | -0,17 % |